# Église de la Visitation-de-Notre-Dame de Quintal
L'église de la Visitation-de-Notre-Dame est une église située à Quintal, en France. Elle est l'une des plus anciennes du diocèse d'Annecy.

## Localisation
L'église est située dans le département français de la Haute-Savoie, sur la commune de Quintal. Elle est considérée à ce jour comme le plus vieil édifice du département.

## Historique
La présence sur l'abside extérieure d'une empreinte lombarde permettrait de supposer une datation de la fin du Xe siècle ou du début du XIe siècle.
La seigneurie de Quintal appartient du XIVe siècle au XVIIe siècle au Puy-en-Velay.
L'édifice est inscrit au titre des monuments historiques en 1986.

## Description

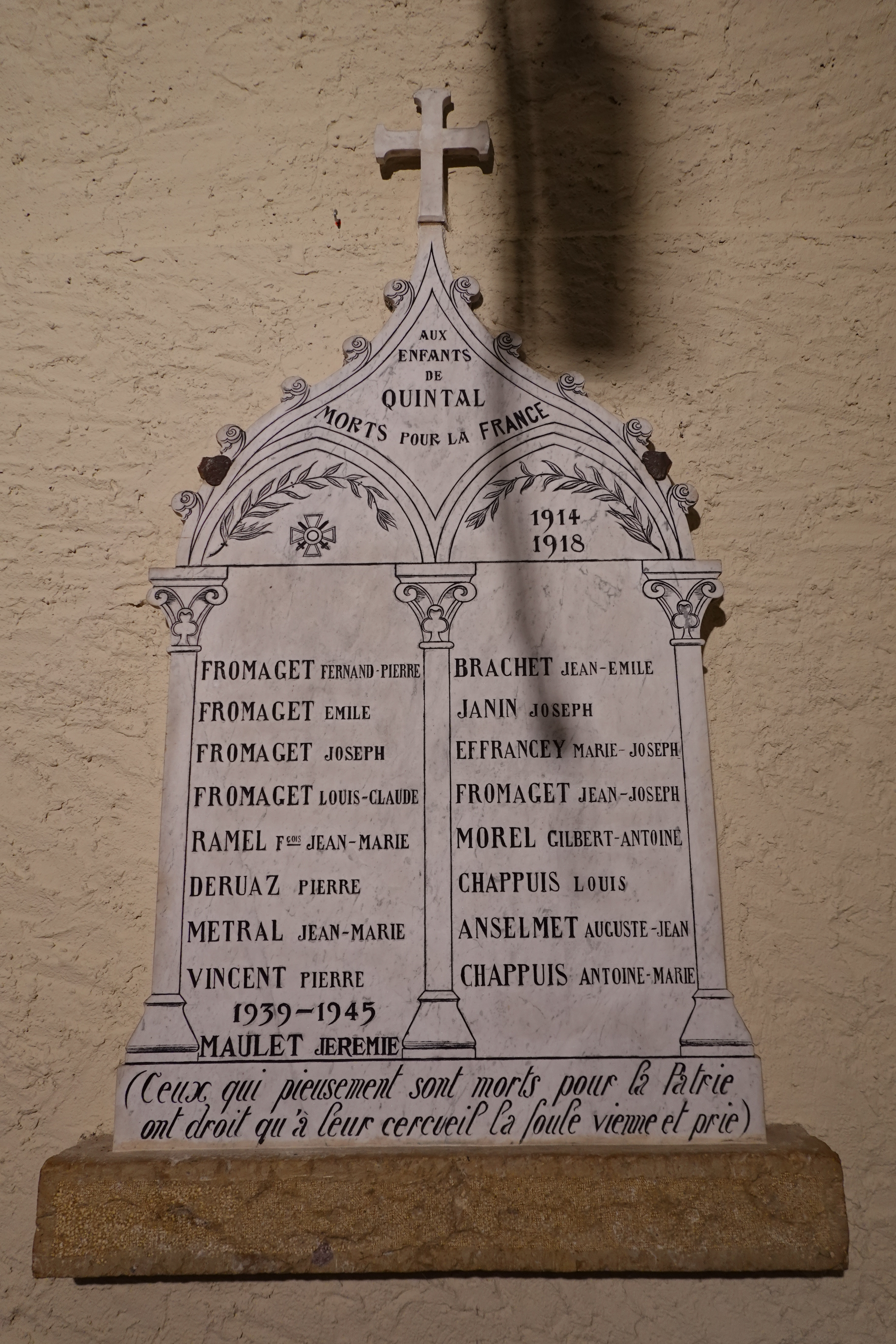
Le panneau commémoratif des enfants de Quintal morts à la guerre, dans la nef.

Elle et composée d'un clocher-porche carré, d'une nef, d'un transept à croisillon, d'une abside semi-circulaire avec deux absidioles. 
Le clocher a été restauré et rehaussé au XIXe siècle. Les murs de la nef sont, semble-t-il, à la base d'origine, le reste ayant été restauré au XIXe siècle.

## Les cloches
L'église possède deux cloches. La grosse cloche a été fondue par Antoine et Jean-Pierre Paccard en 1817 pèse 550 kg. La petite cloche a été fondue par Pitton et Paccard en 1796 ce qui fait d'elle la première cloche Paccard, elle pèse 350kg.